# Jacques-Martin Hotteterre

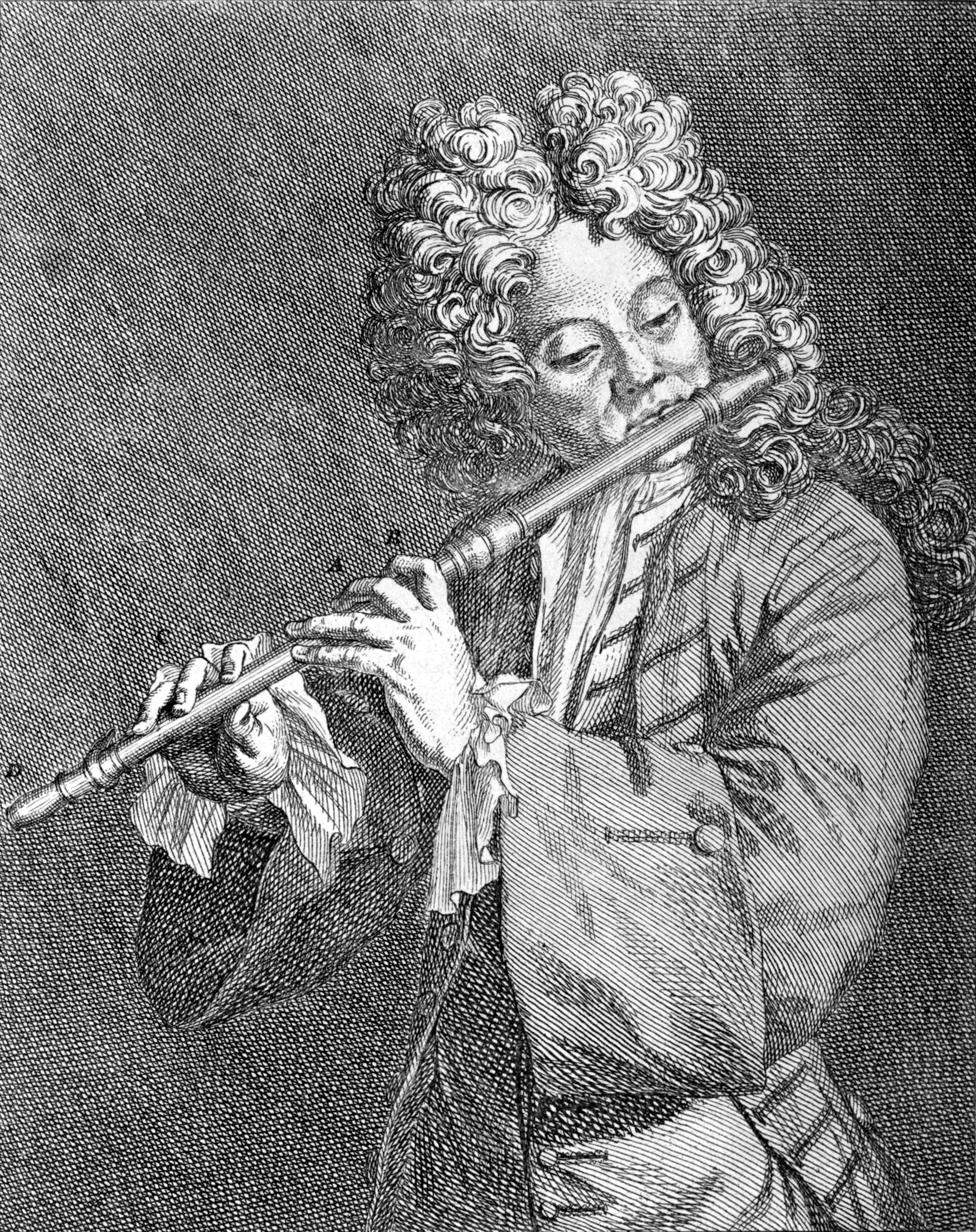
Jacques-Martin Hotteterre (aus Principes de la Flute Traversiere)

Jacques-Martin Hotteterre, auch nur Jacques Hotteterre, genannt „Le Romain“ (* 29. September 1673 in Paris; † 16. Juli 1763 ebenda) war ein französischer Komponist und Flötist.

## Leben
Jacques-Martin Hotteterre entstammte einer Musiker- und Instrumentenbauer-Familie, die in der Grande Écurie du Roi, einer Musikinstitution, welche Musiker im Rang von Offizieren beschäftigte, ihr Auskommen hatte. Ein wichtiges Werk für die historische Aufführungspraxis ist sein Op. 1, das bereits 1707 die Grundlagen für das damals in Mode gekommene Spiel der Querflöte (flûte d’allemagne) liefert.
Den Beinamen «Le Romain» erhielt Hotteterre wahrscheinlich nach mehreren Studienjahren in Rom, wo er von 1698 bis 1700 eine Anstellung beim ersten Prinzen Francesco Maria Ruspoli hatte. Wieder in Frankreich, trat er 1705 gegen eine Zahlung von 3000 Livres, die sein Vater für ihn bezahlte, als Oboist der „Grande Écurie“ bei und wurde 1717 als Nachfolger von René Pignon Descoteaux zusätzlich Flötist in der „Chambre du Roi“. Seinen Ruf verdankt er seinen zahlreichen Werken für Querflöte, welche sich zu seiner Zeit in Frankreich auf wenige Werke von Marin Marais und Michel de La Barre beschränkte. 
1728 heiratete Jacques-Martin Hotteterre in Paris Elisabeth-Geneviève Charpentier, Tochter eines Notars und Beraters bei Hofe, dessen Vermögen es Hotteterre ermöglichte, sich auf sein musikalisches Wirken und den Unterricht zu beschränken. Sein ältester Sohn Jean-Baptiste Hotteterre (1732–1770) folgte dem Vater in dessen Chargen bei Hofe, und seine Tochter Marie-Geneviève ehelichte 1763 den Organisten und Komponisten Claude Balbastre.

## Werke (Auswahl)
- Op. 1 Principes de la flûte traversière, ou flûte d’Allemagne, de la flûte à bec ou flûte douce et du hautbois, divisez par traitez (Paris 1707; Neuauflage ebd. 1720)
- Op. 2 Premier livre de pièces pour la flûte traversière et autres instruments avec la basse (Paris 1708; Neuauflage ebd. 1715)
- Op. 3 Sonates en trio pour les flûtes traversières et a bec, violon, hautbois (1712)
- Op. 4 Première suite de pièces à deux dessus, sans basse continue. Pour les flûtes-traversières, flûtes à bec, violes (1712)
- Op. 5 Deuxième livre de pièces pour la flûte traversière et autres instruments avec la basse (1715)
- Op. 6 Deuxième suite de pièces à deux dessus pour les flûtes-traversières, flûtes à bec, violes, etc... avec une basse adjoutée et sans altération des dessus, laquelle on y pourra joindre pour le concert (1717)
- Op. 7 L'Art de préluder sur la flûte traversière, sur la flûte à bec, sur le hautbois et autres instruments de dessus (1719)
- Op. 8 Troisième suite de pièces à deux dessus (1722)
- Op. 9 Concert de Rossignol (verschollen)
- Op. 10 Méthode pour la Musette contenent des principes, par un recueil d’airs et quelques préludes (1738)
- Airs et brunettes à deux et trois dessus avec la basse - Tirez des meilleurs autheurs (1721)
- Arrangements von Stücken von Robert Valentine und Giuseppe Torelli für zwei Traversflöten
- Arrangements von Triosonaten von Tomaso Albinoni (verloren)